# Cálculo calendárico
Un cálculo calendárico es un cálculo o algoritmo diseñado para operar sobre fechas del calendario. Estos pueden ser considerados un área de las matemáticas aplicadas. El cálculo calendárico es una de las cinco características más notables del Síndrome de Savant.
Algunos ejemplos de cálculos calendáricos:
- La conversión de una fecha del calendario juliano a su correspondiente al calendario gregoriano y viceversa.
- El número de días transcurridos entre dos fechas.
- La fecha de una celebración religiosa, como la Pascua (el cálculo es conocido como computus) para un año dado.
- La conversión de una fecha entre diferentes calendarios. Por ejemplo, las fechas del calendario gregoriano pueden ser convertidas a sus correspondientes en el calendario islámico con el Algoritmo de Kuwaiti.
- El cálculo del día de la semana correspondiente a una fecha determinada.